# جردن براون
جردن براون (انگلیسی: Jordaan Brown؛ زادهٔ ۱۳ مارس ۱۹۹۲) بازیکن فوتبال اهل بریتانیا است.
از باشگاه‌هایی که در آن بازی کرده‌است می‌توان به باشگاه فوتبال ای‌اف‌سی ویمبلدون، باشگاه فوتبال هیز و یدینگ یونایتد، و باشگاه فوتبال استاینز تاون اشاره کرد.